# District de Hedong (Linyi)
Pour les articles homonymes, voir Hedong.
Le district de Hedong (河东区 ; pinyin : Hédōng Qū) est une subdivision administrative de la province du Shandong en Chine. Il est placé sous la juridiction de la ville-préfecture de Linyi.